# NGC 644
NGC 644 ist eine Balken-Spiralgalaxie vom Hubble-Typ SBc im Sternbild Phönix am Südsternhimmel. Sie ist schätzungsweise 275 Millionen Lichtjahre von der Milchstraße entfernt und hat einen Durchmesser von etwa 105.000 Lichtjahren. Vermutlich bildet sie gemeinsam mit NGC 641 ein gravitativ gebundenes Galaxienpaar.
Die Typ-Ia-Supernova SN 2011gm wurde hier beobachtet.
Das Objekt wurde am 5. September 1834 vom britischen Astronomen John Herschel entdeckt.